# モントルー国際ファシスト会議
モントルー国際ファシスト会議（fr:Congrès international fasciste de Montreux）は、ファシスト組織に属するヨーロッパの複数の代議士が集まる会議であった。
この会議は、1934年12月16、17日にスイスのモントルーで開催された。
主催はローマの普遍性のための行動委員会(フランス語版)で、議長を務めた。